# Banque de Slovénie
La Banque de Slovénie (en slovène : Banka Slovenije) est la banque centrale de la République de Slovénie. Elle est située à Ljubljana. Elle fut créée le 25 juin 1991. Elle fait partie du Système européen de banques centrales. C'est l'autorité monétaire de Slovénie, elle était autrefois chargée d'émettre les pièces et les billets de l'ancien tolar slovène, aujourd'hui remplacé par l'euro.
Sa mission principale est de veiller à la stabilité des prix locaux et d'assurer la liquidité des paiements dans le pays et avec les pays étrangers.